# 塞爾維亞郵政

塞爾維亞郵政是塞爾維亞的國家郵政公司，總部位於貝爾格勒。塞爾維亞最初的公共郵政服務開始於1840年。

## 外部連結
- 官方网站